# August Eduard Martin
August Eduard Martin, född den 14 juli 1847 i Jena, Tyskland, död den 26 november 1933 i Berlin, var en tysk läkare. Han blev medicine doktor i Berlin 1870, docent i obstetrik och gynekologi där 1876 och professor i dessa ämnen vid universitetet i Greifswald 1899. Han utövade i likhet med sin far en omfattande vetenskaplig verksamhet.

## Biografi
Martin var son till Eduard Arnold Martin, professor i obstetrik. I sin hemstad och i Berlin studerade Martin medicin, där han blev medlem i Burschenschaft Arminia auf dem Burgkeller 1866. Han fick sin gynekologiska utbildning av sin far vid Berlins universitets kvinnosjukhus, där Eduard Martin nu var verksam, och doktorerade 1870 och 1871 för honom och Karl Schroeder. År 1872 klarade Martin den statliga examinationen och fick sin habilitering 1876 på samma klinik.

## Karriär och vetenskapligt arbete
På grund av bland annat personliga intriger, lämnade Martin universitetskliniken och kunde därför inte bedriva en akademisk karriär för tillfället. Han grundade istället en privatklinik i Berlin och erbjöd där kirurgiska kurser för läkare som privatföreläsare. År 1893 utnämndes han till docent vid Friedrich-Wilhelms-Universität i Berlin och stannade där till 1899.
Redan den 1 april 1899 hade Martin gett ut 192 publikationer och 11 litterära verk. Tillsammans med Alfons von Rosthorn var han redaktör för Monatsschrift für Geburtshilfe und Gynäkologie och 34 vetenskapliga skrifter av sina medarbetare. Martin anses främst vara en representant för vaginal kirurgi. Han tog också upp områden som ur dagens perspektiv räknas till bukkirurgi och endoskopi, såsom tuboovaria abscesser, adnex tumörer, äggstockscystor och -tumörer. Därför kom läkare också från andra länder att lära av Martin.
När Martin utsågs till chef för kvinnokliniken i Greifswald den 1 april 1899 ansågs han redan vara en av de "främsta tyska gynekologerna" och "nestorn av operativ gynekologi". Han flyttade till Greifswald för att få sin efterlängtade professur, eftersom den medicinska fakulteten där hade ett mycket gott rykte vid den tiden, och han hade goda kontakter med Friedrich Theodor Althoff, liksom med den preussiska finansministern. De lovade Martin hjälp att återställa vad de trodde var en nedgången klinik. Fram till 1907 ägde därför återuppbyggnads- och expansionsarbete rum på kliniken, så att den slutligen nådde dubbel storlek.
År 1902 grundade Martin Pommersche Gynäkologische Gesellschaft, som blev det andra gynekologiska sällskapet i norra Tyskland. År 1904 kom Martin i tvist med Althoff över tidplanen för professuren. Som ett resultat stoppade Althoff finansiering av kliniken och Martin lämnade den 1907. Som resultat av detta bosatte sig Martin åter i Berlin. År 1923 publicerade han sin självbiografi Werden und Wirken eines deutschen Frauenarztes. Han dog ungefär tio år senare i Berlin.

## Eftermäle
Martin ansågs vara en utmärkt kirurg som utvecklade olika gynekologiska och obstetriska kirurgiska metoder och särskilt fulländade vaginala operationer. Till exempel namngavs "Martin-operationen", som möjliggör vaginalt avlägsnande av en myom av corpus uteri och kirurgisk kontroll av sterilitet genom att dela äggledaren, efter honom. Dessutom använde Martin plastikkirurgi mot positionsavvikelser i livmodern. Vidare utvecklade han metoder för intervention av avvikelser i livmodern och livmoderhalsen. Åtta olika medicinska verktyg introducerades i operativ praktik av Martin och bär hans namn. Utöver detta skrev Martin talrika arbeten inom området gynekologi och var hedersmedlem av Deutschen Gesellschaft für Gynäkologie und Geburtshilfe.